# Robert Legros
Pour les articles homonymes, voir Legros.
Robert Legros, né le 16 décembre 1945, est un philosophe belge.

## Biographie
Professeur émérite à l'université de Caen et à l'université libre de Bruxelles depuis 2011, il a également enseigné à l'université de Montréal (1994), au Collège international de philosophie (de 1987 à 1991), à l'Institut d'études lévinassiennes (Jérusalem, 2001), à l'Institut d'études politiques de Paris (2006-2009) et à l'Institut catholique de Paris (de 2008 à 2017). Il est spécialiste de Hegel,  du romantisme allemand, de Tocqueville et de la phénoménologie.

## Ouvrages
- Le jeune Hegel et la naissance de la pensée romantique (en appendice : Hegel, Le fragment de Tübingen), Bruxelles, Ousia, 1980 ; rééd. en 2019 avec une préface de Françoise Dastur
- L'idée d'humanité. Introduction à la phénoménologie, Paris, Grasset, 1990,  (ISBN 2246412617) ; Le Livre de Poche, coll. Biblio essais, 2006,  (ISBN 2253082848)[2],[3]
- Sur l'antijudaïsme et le paganisme du jeune Hegel, in : Hegel, Premiers écrits (Francfort 1797-1800), Paris, Vrin, 1997
- L'avènement de la démocratie, Paris, Grasset, 2000,  (ISBN 2246444519)[4]
- La question de la souveraineté : droit naturel et contrat social, Ellipses Marketing, 2001,  (ISBN 2729806334) Nouvelle édition: juin 2018
- La naissance de l'individu dans l'art, avec Tzvetan Todorov, Bernard Foccroulle, Paris, Grasset, 2005.  (ISBN 2246648610)
- Tocqueville : la démocratie en questions (dir.), Cahiers de philosophie de l'Université de Caen, Presses universitaires de Caen, 2008.
- L'Humanité éprouvée, Paris, Éditions Classiques Garnier, 2014,  (ISBN 2812420804)
- Hegel : la vie de l'esprit, Paris, Hermann, collection "Le Bel Aujourd'hui",2016
- Levinas : une philosophie de l'altérité, Ellipses, 2017
- ·L'expérience de la liberté, Éditions Hermann, collection "Le Bel Aujourd'hui", 2019
- Qu'est-ce que la phénoménologie? Réflexions à partir de Husserl, Arendt et Lévinas, Paris, Éditions Hermann, collection "Le Bel Aujourd'hui", 2022[5].

### Traductions
- G. Lukács, Le jeune Hegel : sur les rapports de la dialectique et de l’économie, Paris, Gallimard, 1981, trad. fr. et présentation par G. Haarscher et R. Legros.
- G. W. F. Hegel, Fragments de la période de Berne (1793-1796), Paris, Vrin, 1987.
- G. W. F. Hegel, Journal d'un voyage dans les Alpes bernoises, Grenoble, Éditions Jérôme Millon, 1997.
- Hegel, Fragment de Tübingen, in : Hegel, La vie de Jésus, Paris, Vrin, 2009

## Distinctions
- Prix de l'Académie royale de Belgique en 1991[Lequel ?]
- Chevalier des Palmes académiques en 1994